# Junonia villida
Espèce

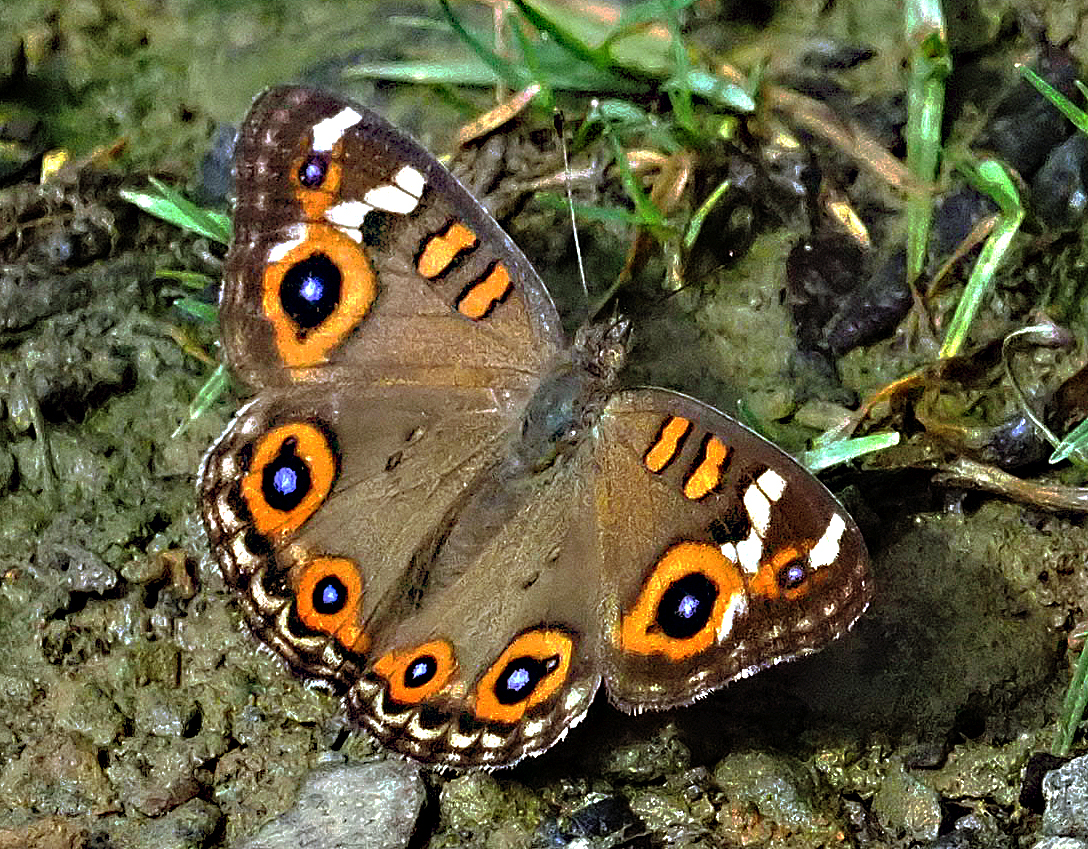
Junonia villida calybe mâle Nouvelle Calédonie

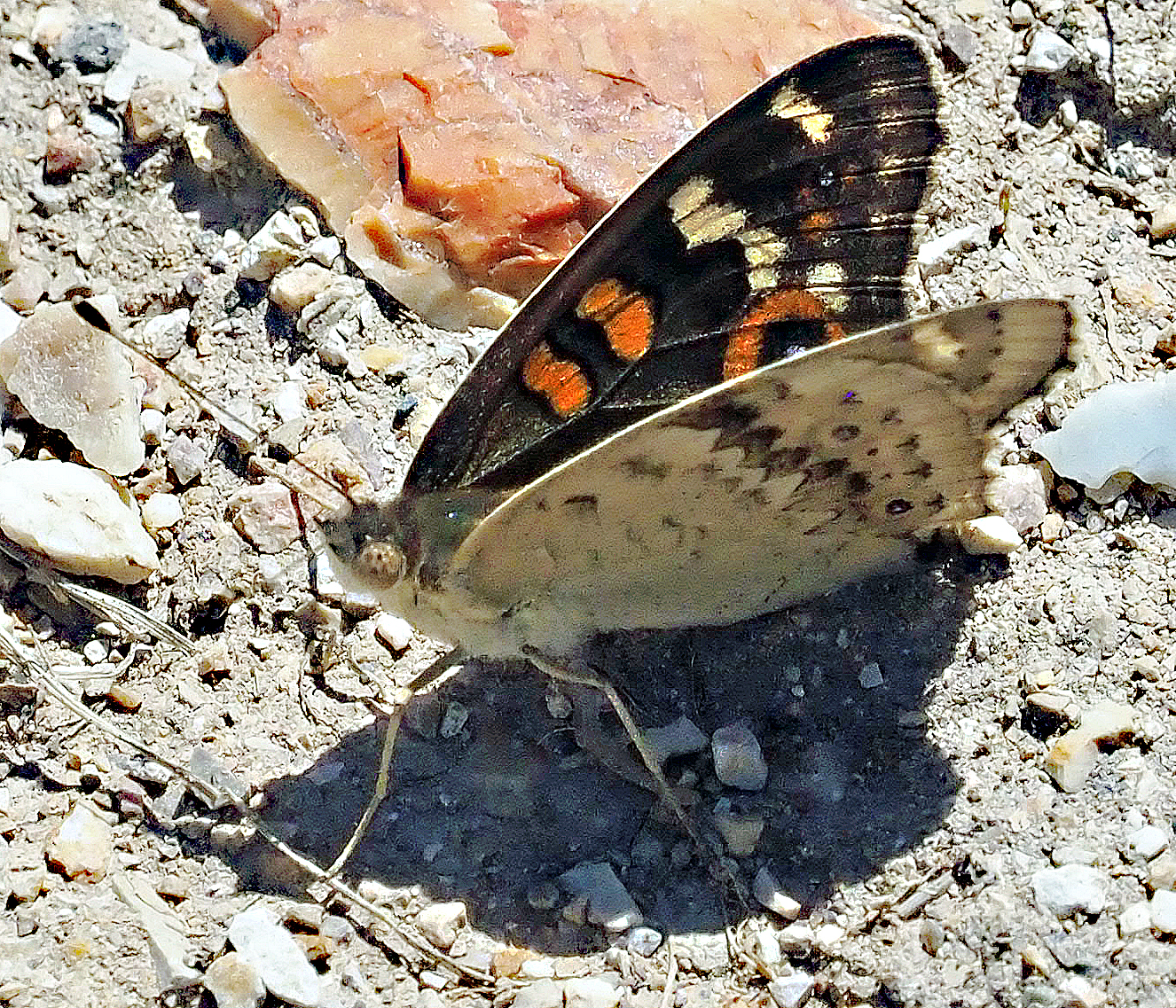
Junonia villida calybe femelle Nouvelle Calédonie

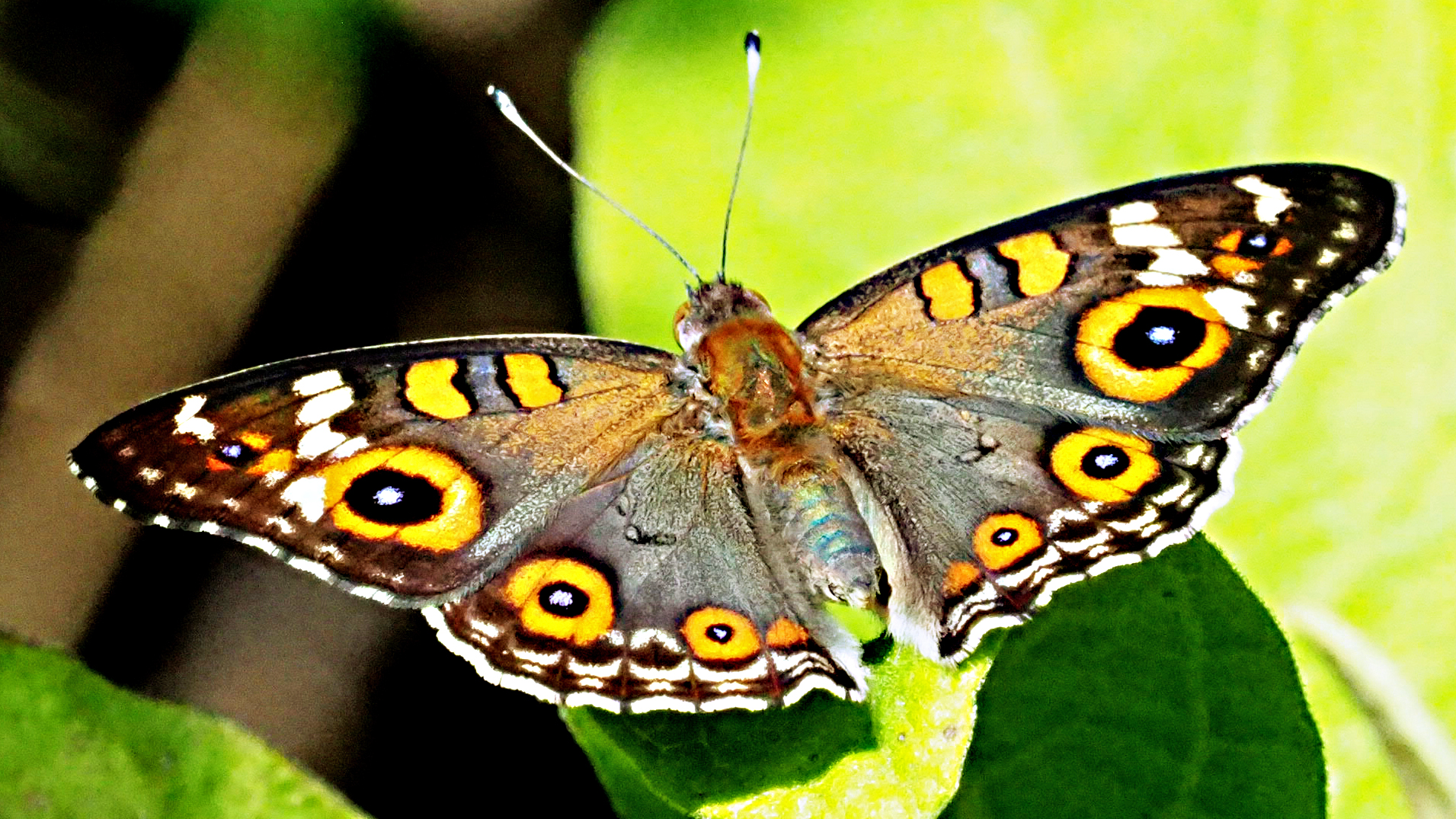
Junonia villida calybe femelle en vol Nouvelle Calédonie

Junonia villida est un insecte lépidoptère  de la famille des  Nymphalidae, et du genre Junonia.

## Dénomination
Junonia villida (Johan Christian Fabricius, 1798)
Synonymes : Papilio villida (Fabricius, 1798), Junonia vellida (Hagen, 1897).

### Noms vernaculaires
Junonia villida  se nomme en anglais Meadow Argus.

### Sous-espèces
Junonia villida calybe (Godart, 1819) présent en Nouvelle-Calédonie.

## Description
Junonia villida, d'une couleur marron terne est orné aux antérieures de deux taches orange et d'une marque blanche et il est caractérisé par deux ocelles prémarginaux orange centrés d'un point bleu entouré de noir.
Les ocelles sont un petit et un très gros ocelles aux ailes antérieures et deux gros ocelles aux ailes postérieures.

### Chenille
Les œufs vert pâle donnent des larves gris jaunâtre qui ensuite se colorent en marron à noir et présentent des épines.

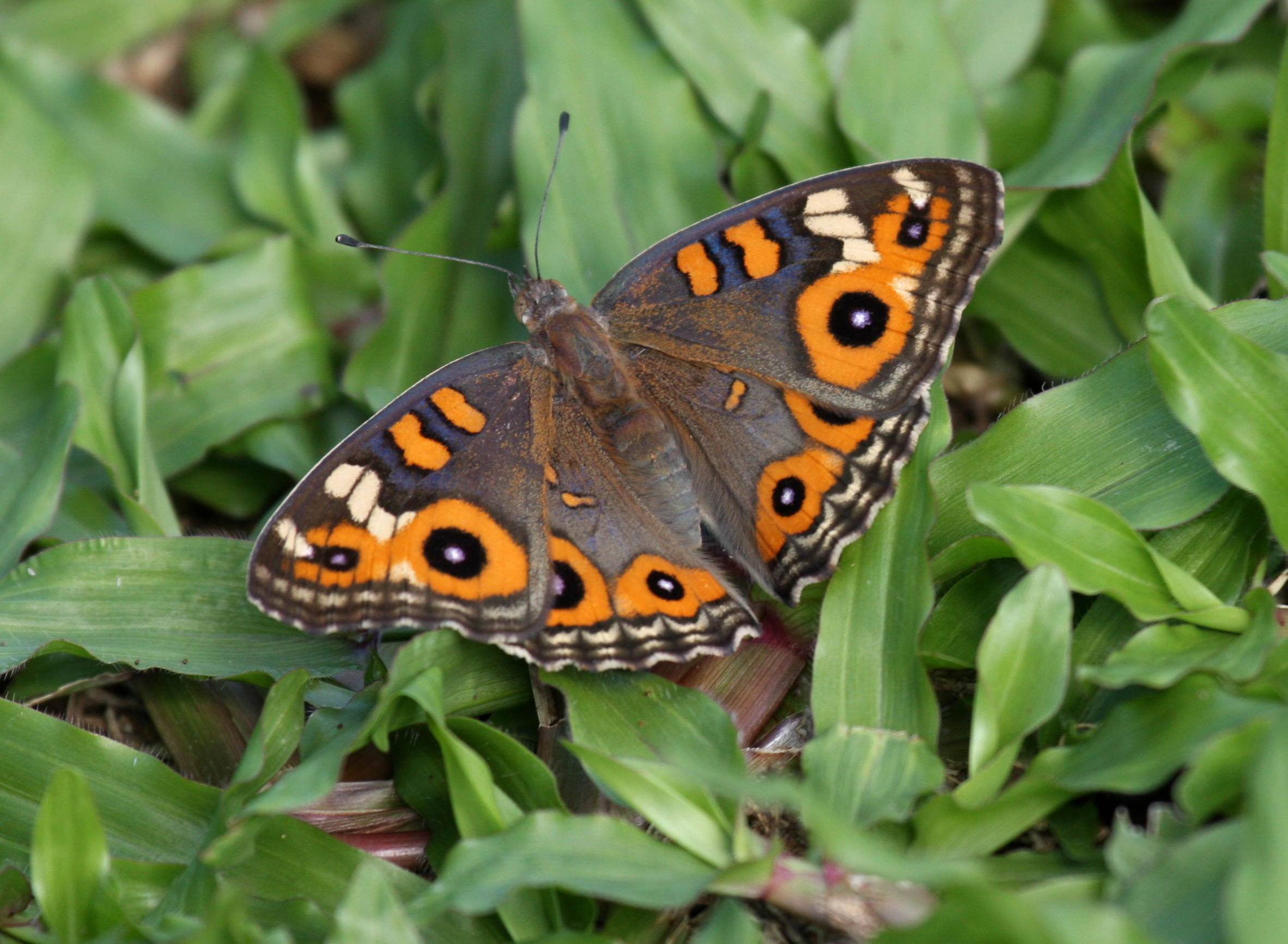
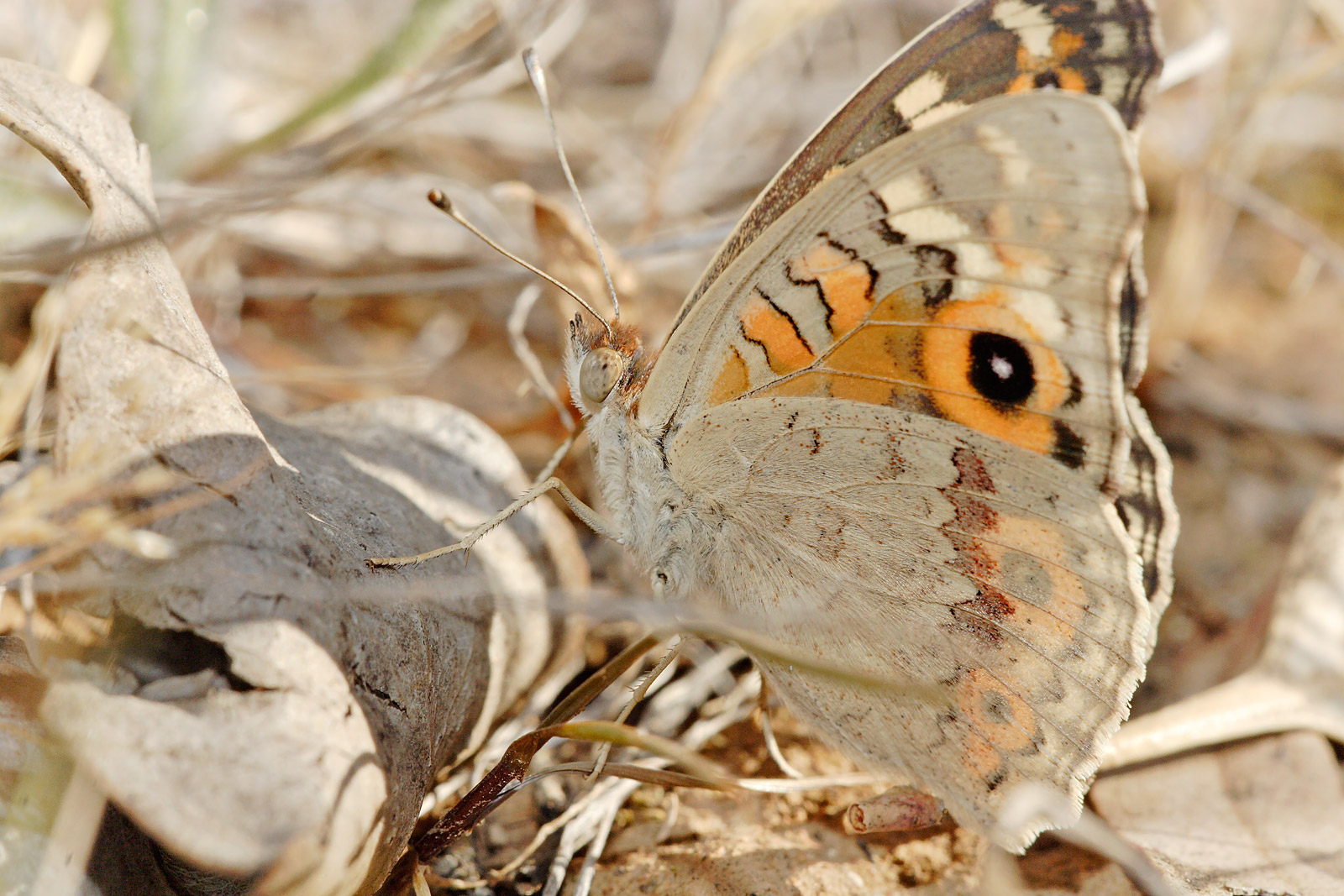
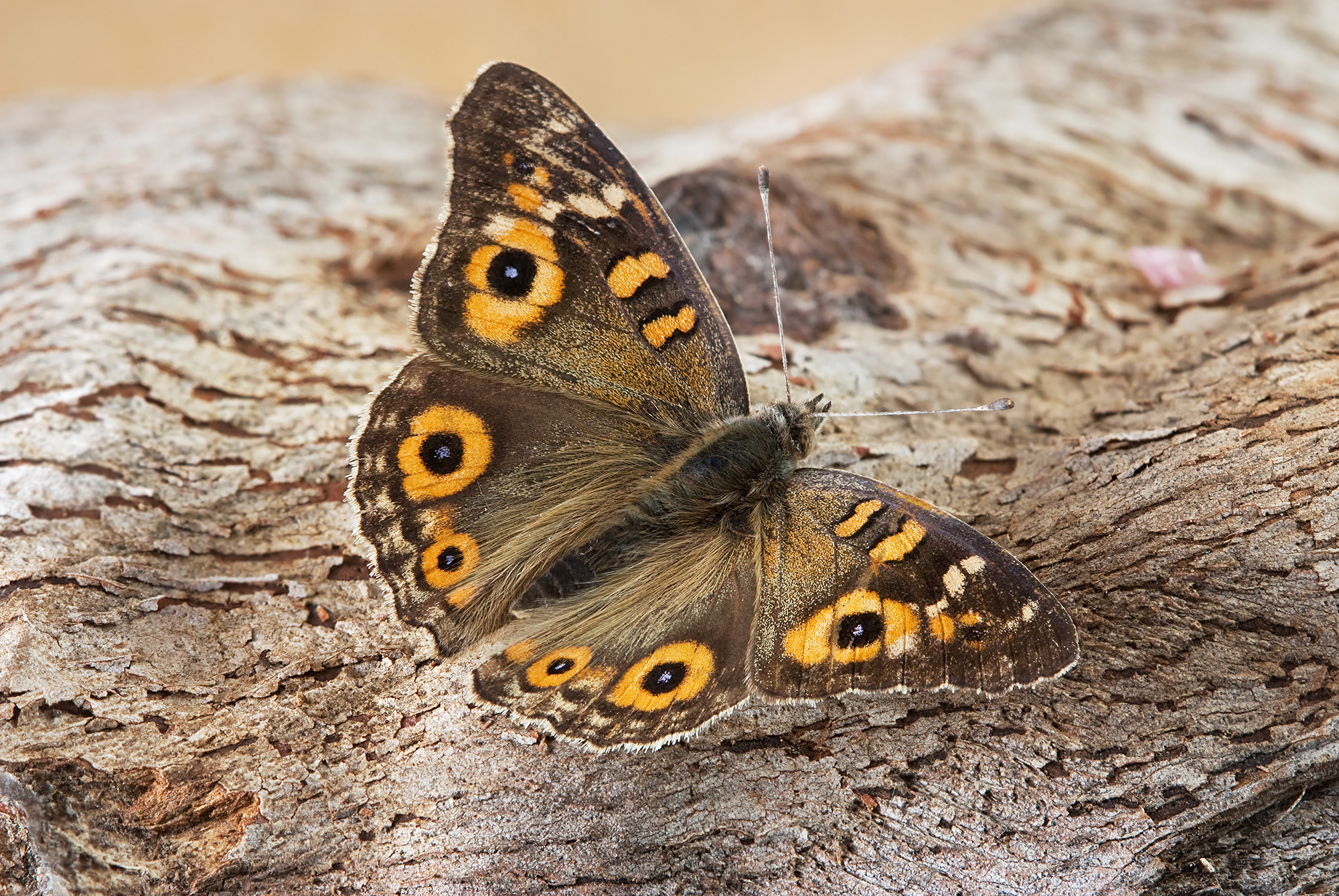

## Biologie

### Période de vol
Il vole toute l'année dans certains lieux, ou dans des lieux différents. Au printemps il migre vers le sud.
Certains adultes hibernent durant les périodes les plus chaudes.

### Plantes hôtes
Ses plantes hôtes sont diverses, dont des Plantago, (Plantago lanceolata), des Verbena (Verbena bonariensis), Centaurium australis, Centaurium minus, Centaurium spicatum, Arctotheca calendula, Convolvulus valsinoidi, Epaltes australis, Evolvulus alsinoides, Paspalum dilatatum, Portulaca oleracea, Russelia equisetiformis, Scaevola aemula, Veronica repens.

## Écologie et distribution
Junonia villida est présent  en Australie, en Tasmanie, aux Samoa, Salomon, Vanuatu (Nouvelles Hébrides), Nouvelle-Zélande et Nouvelle-Calédonie.
C'est un migrateur, mais Junonia villida calybe aurait des populations résidentes et des populations migratrices.

### Biotope
Divers, il est ubiquiste, présent aussi dans les parcs et les jardins..

### Protection
Pas de statut de protection particulier.

## Philatélie
Junonia villida est représenté sur un timbre du Tuvalu de 1981 (vu du dessus) et des iles Coco de 1982 (revers).